# Telebasis flammeola
Telebasis flammeola är en trollsländeart som beskrevs av Kennedy 1936. Telebasis flammeola ingår i släktet Telebasis och familjen dammflicksländor. Inga underarter finns listade i Catalogue of Life.